# Inondations européennes de 2002
Les inondations européennes de 2002 se sont déroulées durant le mois d'août 2002 à la suite de plusieurs semaines de pluies torrentielles. Elles ont touché principalement l'Europe centrale. Elles ont tué plusieurs dizaines de personnes et ont détruit de nombreuses habitations. Le coût des dégâts est estimé à plusieurs milliards d'euros. 
Les pays touchés sont l'Allemagne, l'Autriche, la Croatie, la Hongrie, la Pologne, la République tchèque, la Roumanie, la Russie et la Slovaquie. Une inondation de cette ampleur se produit environ une fois par siècle. Parmi les cours d'eau touchés se trouvent notamment la Moldau, l'Elbe et le Danube. A Prague, en République tchèque, 25 stations de métro ont été inondées et plusieurs animaux qui ne pouvaient être déplacés ont dû être abattus au zoo de Troja ,. Des hauteurs d'inondations sans précédent ont été enregistrées en plusieurs lieus et près de 110 personnes sont mortes. En octobre 2002, les estimations des dégâts économiques sont d'environ 25 milliards d'euros.